# Insomnium
Insomnium es una banda de death metal melódico nacida en 1997 en la ciudad de Joensuu, al este de Finlandia, por Markus Hirvonen (baterista), Ville Friman (guitarrista) y Niilo Sevänen (vocalista y bajista). Comenzaron su carrera lanzando dos demos, que fueron muy bien recibidos por la crítica, Demo 1999 en 1999 y en Underneath the Moonlit Waves el 2000. En 2001 llaman al segundo guitarrista Ville Vänni y firman por el sello discográfico del Reino Unido: Candlelight Records. Un año más tarde lanzan su primer álbum, titulado In the Halls of Awaiting, que combinaba riffs agresivos con una atmósfera melancólica, uniendo el sonido del Death Metal escandinavo con melodías finlandesas tradicionales progresivas; melódicas pero brutales, la seña de identidad de Insomnium desde entonces.
Con su segundo álbum, Since the Day it All Came Down (2004), la banda decidió ir más allá de los caminos conocidos del género. Este álbum sonaba más oscuro. Las aclamaciones siguieron y el prestigio de la banda estaba creciendo. En 2005 Insomnium hacía su primera gira fuera de Finlandia al llegar a las costas del Reino Unido.
El tercer álbum Above the Weeping World (2006), fue el punto de inflexión, las composiciones y sus arreglos habían alcanzado su punto máximo y el sonido de la banda era más pesado y más rico; el álbum ocupó el noveno puesto en las listas finlandesas. El videoclip de la canción Mortal Share fue lanzado e Insomnium salió de gira en Europa y Norteamérica con bandas como Amorphis, Katatonia, Enslaved y Satyricon.
En septiembre de 2009 publican Across the Dark, el último disco que publicarían bajo el sello Candlelight Records.
En octubre de 2011 lanzan su quinto álbum de estudio, One for Sorrow, ya bajo el sello Century Media. Igual que sus antecesores, este álbum se caracteriza por los contrastes de ritmo.
En abril de 2014 publicaron su sexto disco de estudio, titulado Shadows of the Dying Sun, el primero con su nuevo guitarrista Markus Vanhala.
Dos años después, en septiembre de 2016 se publica su séptimo disco de estudio, Winter's Gate, un disco conceptual de temática vikinga.
Las letras de sus canciones suelen estar influenciadas, y en ocasiones, directamente tomadas, de poetas clásicos como Hölderlin, Edgar Allan Poe o el clásico finlandés Eino Leino.

## Componentes

### Miembros actuales
- Niilo Sevänen − Voz y bajo (Watch Me Fall) (1997−presente)
- Ville Friman − guitarra (Arrival, Enter My Silence) (1997−presente)
- Markus Hirvonen − batería (1997−presente)
- Markus Vanhala − guitarra (Omnium Gatherum) (2011-presente)

### Miembros Pasados
- Tapani Pesonen − batería, guitarra (1997−1998)
- Timo Partanen − guitarra (1998−2001)
- Ville Vänni − guitarra (Watch Me Fall, Hateform) (2001−2011)
- Jani Liimatainen -  guitarra (Sonata Arctica) (2019-2024)

### Colaboradores
- Varpu Vahtera (Watch Me Fall) − teclados en In the Halls of Awaiting
- Jone Väänänen − teclados
- Aleksi Munter (Swallow The Sun, ex-Funeris Nocturnum, Trollheim’s Grott) − teclados
- Laura Naire − cellos

## Discografía

### Demos
- Demo 1999 (1999)
- Underneath the Moonlit Waves (2000)

### EP
- Ephemeral (2013)
- Argent Moon (2021)

### Álbumes de estudio
- In the Halls of Awaiting (2002)
- Since the Day it All Came Down (2004)
- Above the Weeping World (2006)
- Across the Dark (2009)
- One for Sorrow (2011)
- Shadows of the Dying Sun (2014)
- Winter's Gate (2016)
- Heart Like a Grave (2019)
- Anno 1696 (2023)

### Sencillos
- «Where the Last Wave Broke» (2009)
- «Weather the Storm» (2011)
- «Ephemeral» (2013)